# Calliephialtes perpulcher
Calliephialtes perpulcher är en stekelart som först beskrevs av Carlos Schrottky 1902.  Calliephialtes perpulcher ingår i släktet Calliephialtes och familjen brokparasitsteklar. Inga underarter finns listade.